# Garfield: A Tail of Two Kitties
Garfield: A Tail of Two Kitties is een Amerikaanse film uit 2006 en een vervolg op de film Garfield. Net als zijn voorganger is deze film gebaseerd op de gelijknamige strip gecreëerd door Jim Davis. De film kreeg veel kritiek, net als de vorige film.
De film kwam in de Verenigde Staten uit op 16 juni 2006, in Nederland op 9 augustus 2006 en in België 16 augustus 2006. Net als de eerste film werd deze film in Nederland en België nagesynchroniseerd.

## Verhaal
Garfield reist samen met Odie af naar Engeland om zijn baasje Jon, die in Londen is om zijn vriendin Liz ten huwelijk te vragen, te verrassen. In Engeland wordt Garfield per ongeluk verwisseld met Prince, een koninklijke kat die zojuist een kasteel heeft geërfd.
Garfield krijgt hierdoor het luxe leventje van Prince, inclusief een butler en een internationale groep van vierbenige dienaren en onderdanen. Lord Dargis, die als volgende op de lijst staat van erfgenamen voor het kasteel, wil Prince/Garfield echter uit de weg ruimen.
Hij probeert vele manieren om Prince/Garfield kwijt te raken. Uiteindelijk wordt hij tegengehouden door Jon, met de hulp van Odie.

## Rolverdeling

### Acteurs
| Acteur               | Personage      | Opmerkingen |
| -------------------- | -------------- | ----------- |
| Breckin Meyer        | Jon Arbuckle   |             |
| Jennifer Love Hewitt | Dr. Liz Wilson |             |
| Billy Connolly       | Lord Dargis    |             |
| Bill Murray          | Garfield       | stem        |
| Ian Abercrombie      | Smithee        |             |
| Roger Rees           | Mr. Hobbs      |             |
| Lucy Davis           | Abby           |             |
| Tim Curry            | Prince         | stem        |
| Vinnie Jones         | Rommel         | stem        |

### Stemmen nasynchronisaties
| Acteur                  | Personage      | Opmerkingen             |
| ----------------------- | -------------- | ----------------------- |
| Beau van Erven Dorens   | Garfield       | stem Nederlandse versie |
| Javier Guzman           | Jon Arbuckle   | stem Nederlandse versie |
| Dominique van Hulst     | Dr. Liz Wilson | stem Nederlandse versie |
| Albert Verlinde         | Prince         | stem Nederlandse versie |
| Jan Nonhof              | Lord Dargis    | stem Nederlandse versie |
| Walter Crommelin        | Smithee        | stem Nederlandse versie |
| Pim Koopman             | Rommel         | stem Nederlandse versie |
| Fred Meijer (acteur)    | Mr. Hobbs      | stem Nederlandse versie |
| Hanna Verboom           | Eenie          | stem Nederlandse versie |
| Fatima Moreira de Melo  | Meenie         | stem Nederlandse versie |
| Victoria Koblenko       | Abby           | stem Nederlandse versie |
| Yolanthe Sneijder-Cabau | Kamermeisje    | stem Nederlandse versie |
| Adriaan Van den Hoof    | Garfield       | stem Vlaamse versie     |
| Gene Thomas             | Jon Arbuckle   | stem Vlaamse versie     |
| Evi Hanssen             | Dr. Liz Wilson | stem Vlaamse versie     |
| Hubert Damen            | Prince         | stem Vlaamse versie     |
| Mark Uytterhoeven       | Lord Dargis    | stem Vlaamse versie     |
| Guy Mortier             | Smithee        | stem Vlaamse versie     |
| Luc De Vos              | Rommel         | stem Vlaamse versie     |

## Achtergrond
Bij de reacties op Garfield: A Tail Of Two Kitties op de webpagina's van Rotten Tomatoes gaf 88% van de critici een negatieve beoordeling. De film bracht in Amerika zelf dan ook minder op dan in de andere landen waar de film werd getoond. Iets dat min of meer te verwachten was gezien de reacties op de eerste Garfieldfilm.
Garfield: A Tail Of Two Kitties bracht uiteindelijk 28.426.747 dollar op in de Verenigde Staten. Buiten de Verenigde Staten bracht de film 141.007.912 dollar op, mondiaal.
In China werd de film recordhouder “Grootste Opening van een Geanimeerde Film”.

## Prijzen/nominaties
Garfield: A Tail of Two Kitties werd genomineerd voor twee Gouden Frambozen:
- Slechtste vervolg of prequel
- Worst Excuse for Family Entertainment